# Pierre Soucaze
Pour les articles homonymes, voir Soucaze.
Pierre Soucaze est un homme politique français né le 9 avril 1818 à Campan (Hautes-Pyrénées) et décédé le 29 mars 1902 à Campan.

## Biographie
Notaire à Campan en 1847, il y est conseiller municipal en 1848 et conseiller général en 1860. Il est député des Hautes-Pyrénées de 1885 à 1889, siégeant à Droite.

## Sources
- « Pierre Soucaze », dans Adolphe Robert et Gaston Cougny, Dictionnaire des parlementaires français, Edgar Bourloton, 1889-1891 [détail de l’édition]
- « Pierre Soucaze », dans le Dictionnaire des parlementaires français (1889-1940), sous la direction de Jean Jolly, PUF, 1960 [détail de l’édition]